# Єзьора-Великі (гміна)
Гміна Єзьора-Вельке (пол. Gmina Jeziora Wielkie) — сільська гміна у північній Польщі. Належить до Моґіленського повіту Куявсько-Поморського воєводства.
Станом на 31 грудня 2011 у гміні проживало 5084 особи.

## Площа
Згідно з даними за 2007 рік площа гміни становила 123.96 км², у тому числі:
- орні землі: 64.00%
- ліси: 21.00%

Таким чином, площа гміни становить 18.34% площі повіту.

## Населення
Станом на 31 грудня 2011:
| Опис     | Загалом | Загалом | Чоловіки | Чоловіки | Жінки | Жінки |
| -------- | ------- | ------- | -------- | -------- | ----- | ----- |
| одиниця  | осіб    | %       | осіб     | %        | осіб  | %     |
| все      | 5084    | 100     | 2481     | 48.80    | 2603  | 51.20 |
| міське   | 0       | 100     | 0        |          | 0     |       |
| сільське | 5084    | 100     | 2481     | 48.80    | 2603  | 51.20 |

## Сусідні гміни
Гміна Єзьора-Вельке межує з такими гмінами: Крушвиця, Скульськ, Стшельно, Вільчин.